# سمراء (اسم)
سمراء اسم علم مؤنث: أصله من صفة للون جسد المرأة بين البياض والسواد، وهو لون المرأة العربي، ولاسيما في البادية.
ويطلق على قارة أفريقيا بالقارة السمراء لأن معظم سكانها ذوي البشرة السمراء أو السوداء.
وسمراء هو اسم علم شخصي مؤنث، وله انتشار في العالم العربي.

## الشخصيات
- سمراء بنت نهيل صحابية أدركت النبيَّ محمد وعُمرت. وكانت من أوائل من يطوف بالأسواق تأمر بالمعروف وتنهى عن المنكر.